# William Hallowes Miller
William Hallowes Miller(FRS) (Velindre, 6 aprile 1801 – Cambridge, 20 maggio 1880) è stato un mineralogista, cristallografo e fisico britannico.

## Biografia
Miller nacque nel 1801 a Velindre vicino Llandovery, Carmarthenshire. Studiò al St John's College di Cambridge dove si laureò nel 1826 come quinto wrangler (studente che si è particolarmente distinto nella matematica). Iniziò qui la sua attività nel 1829. Per qualche anno Miller svolse il ruolo di tutor e durante questo arco di tempo pubblicò trattati sull'idrostatica e sull'idrodinamica.
Miller diede particolare attenzione anche alla cristallografia, e dopo le dimissioni di William Whewell gli succedette nel 1832 alla cattedra di professore di mineralogia, che mantenne fino al 1870. Il principale lavoro di Miller, sulla cristallografia, venne pubblicato nel 1839 e venne tradotto in tedesco da Wilhelm Josef Grailich. Entrò a far parte della Royal Society nel 1838.
Gli indici di Miller, utilizzati per descrivere dimensionalmente un reticolo cristallino, sono stati descritti in Treatise on Crystallography (1839). Il minerale conosciuto come millerite venne così nominato in suo onore.
Nel 1852 Miller curò una nuova edizione di Elementary Introduction to Mineralogy di H.J. Brooke. Nel 1843, contribuì al comitato nominato per soprintendere alla definizione dei nuovi standard di misura di lunghezza e peso.
Miller morì nel 1880 a Cambridge, Inghilterra.